# Ghostbusters II (jeu vidéo)
Pour les articles homonymes, voir Ghostbusters (homonymie).
Ne doit pas être confondu avec New Ghostbusters 2.
Ghostbusters II est un jeu vidéo d'action développé par Imagineering Inc et édité par Activision sur PC, Amiga, Amstrad CPC, Atari 2600, Atari ST, Commodore 64, ZX Spectrum, Game Boy, NES à partir de 1989. Le jeu est un des jeux basés sur le film SOS Fantômes 2.
Un autre jeu développé par HAL Laboratory, nommé New Ghostbusters II, est sorti la même année uniquement sur NES au Japon et en Europe.

## Synopsis
L'histoire se déroule à New York. L'équipe SOS Fantômes doit se rendre d'urgence au musée d'art pour affronter Vigo de Carpathe, qui a transformé la ville en un cauchemar paranormal.

## Système de jeu
Le jeu consiste en 8 niveaux dont des niveaux où la Ghostmobile (Ecto-1A) est pilotée, ainsi que la Statue de la liberté.

## Accueil
- Consoles + : 58 %[1]
- Famitsu : 25/40 (GB)[2]
- Mean Machines : 57 % (NES)[3]
- Player One : 78 %[4]